# Василь Попович (політик)
Василь Попович (15 липня 1887 Великі Лучки — ????) — чехословацький політик українського походження з Підкарпатської Русі, міжвоєнний сенатор Національних зборів Чехословаччини від Комуністичної партії Чехословаччини.

## Життєпис
За фахом був дрібним селянином. В 1935 році він значиться як селянин у Великих Лучках.
На парламентських виборах 1935 року отримав місце в сенаторі Національних зборів. Він залишався в Сенаті до грудня 1938 року, коли його повноваження закінчилися через розпуск Комуністичної партії.

### Зовнішні посилання
- Василь Попович у Народних зборах у 1935 році